# Király Dániel
Király Dániel (Ajka, 1987. december 5. –) magyar színész.

## Élete
1987-ben Ajkán született. A helyi színjátszókör tagja lett, ahol megismerte későbbi mesterét Komáromi Sándort. Később a veszprémi Egyetemi színpadon is együtt dolgoztak, ahol három évet töltött. 2009–2014 között a Színház- és Filmművészeti Egyetem hallgatója Zsámbéki Gábor és Zsótér Sándor osztályában. A diploma megszerzése után Bodó Viktor a Szputnyik Hajózási Társasághoz szerződteti. 2015–2019 között a Vígszínház tagja volt. 2019–2022 között a K2 Színház színésze. 2022-től az Apertúra - A Perpetuum Manufaktúra társulatának tagja.

## Színházi szerepei
- Dés László–Geszti Péter–Grecsó Krisztián: A Pál utcai fiúk (Csónakos)[6]
- Kincses Réka: A Pentheszileia Program: Achillesz
- Nádas Péter-Vidovszky László-Eszenyi Enikő (rendező): Találkozás : Fiatalember
- Eszenyi Enikő: Hamlet: Horatio
- F. M. Dosztojevszkij – ifj. Vidnyánszky Attila: A félkegyelmű: Lebegyev
- Mike Bartlett – Eszenyi Enikő (rendező) - Sztevanovity Dusán (dalszöveg): Földrengés Londonban: Tom, Roy, Jegesmedve
- Lev Tolsztoj – Alekszandr Bargman (rendező): Háború és Béke: Pierre Bezuhov
- Tenessee Williams – Tordy Géza (rendező): A vágy villamosa: Harold Mitchell
- William Shakespeare – Kovács D. Dániel (rendező): Szentivánéji álom: Theseus, Oberon
- Presser Gábor – Sztevanovity Dusán – Horváth Péter: Üteg

## Filmes- és televíziós szerepei
- Egynyári kaland (2017–2019) ...Horváth Levente
- Jófiúk (2019) ...Dobos Bence
- A Király (2022) ...Novai Gábor
- Gólkirályság (2023–2024) ...Gábor
- Cella – Letöltendő élet (2023) ...Krekács
- Magyarázat mindenre (2023) ...Balázska
- Valami Amerika (2023) ...Balázs

## Díjai, elismerései
- Junior Prima díj (2015)
- Soós Imre-díj (2020)[7]